# 小蔓藓
小蔓藓（学名：Meteoriella soluta）为蕨藓科小蔓藓属下的一个种。